# 바이아 연방 대학교
바이아 연방 대학교(Federal University of Bahia, Universidade Federal da Bahia, UFBA)는 사우바도르시에 주로 위치한 공립 대학이다. 바이아주 최대의 대학교이며 브라질에서 가장 명성있는 교육 기관들 가운데 하나이다.
공립 학교이기 때문에 학생들은 학비를 내지 않고 공부할 수 있다. 대학에 입학하려면 연례적으로 치러지는 ENEM(국가 고등학교 시험)이라는 이름의 시험을 통과해야 한다.

## 역사
1946년 4월 7일 설립되었으며 4년이 지나 연방화되었다. 1950년 12월 4일, 정부는 고등교육의 연방 시스템을 설정하는 2234 법안을 제정했다. 그 뒤로 이 학교는 바이아 연방 대학교로 불리게 되었다.